# بيلي كيد
بيلي كيد (بالإنجليزية: Billy Kidd)‏ (31 يناير 1907 في المملكة المتحدة - 1978) هو لاعب كرة قدم بريطاني (وحمل سابقاً جنسية المملكة المتحدة لبريطانيا العظمى وأيرلندا) في مركز الدفاع. لعب مع نادي تشيسترفيلد.